# Бабановка (Калужская область)
Бабановка — деревня в Людиновском районе Калужской области. Входит в состав Сельского поселения «Деревня Игнатовка».

## Географическое положение
Расположено примерно в 6 км к северо-западу от деревни Игнатовка на реке Неполоть.

## Население
| 2002 | 2010 |
| ---- | ---- |
| 0    | →0   |